# Alfredo Filgueiras da Rocha Peixoto

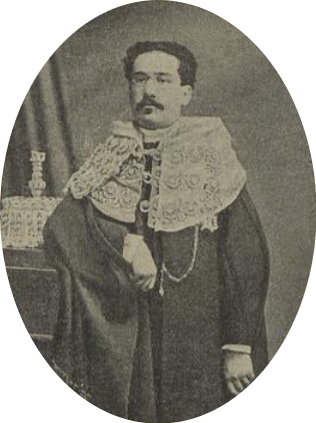
Alfredo Filgueiras da Rocha Peixoto

Alfredo Filgueiras da Rocha Peixoto (Santa Maria dos Anjos de Ponte de Lima, 10 de Julho de 1848 — Coimbra, 2 de Agosto de 1904) foi um matemático e professor universitário português.

## Biografia
Frequentou a Universidade de Coimbra, matriculando-se em 1864. Formou-se em Filosofia e Matemática em 1869, e fez exame de licenciado em Matemática a 13 de Julho de 1870, e acto de conclusões magnas a 12 de Julho de 1871, recebendo o grau de doutor a 4 de Março de 1872 com a dissertação 'Movimento do centro de gravidade do systema planetario'.
Começou a carreira docente em Coimbra como lente substituto em 1875, e cinco anos depois foi promovido a lente catedrático de Geometria Descritiva (1880-1887) e, mais tarde, Mecânica Celeste (1888-1903).
Nos anos de 1893 a 1897 exerceu o cargo de sub-director do Observatório Astronómico de Lisboa. Foi ainda e 1.º Astrónomo do Observatório da Universidade de Coimbra desde 1893 e seu director interino entre 1897 e 1900. Tomou parte muito activa nas observações feitas em Viseu, ao eclipse total do Sol verificado em 1900.
Foi ainda eleito deputado pelo Partido Regenerador em várias legislaturas, tendo apresentado diversos projectos de lei, dentre os quais se destacam um sobre a reforma do Código Civil e outro sobre a reforma da instrução pública. Em 1894 foi eleito Par do Reino. Ocupou ainda vários cargos públicos relativos à educação pública: foi membro do Conselho Superior de Instrução em 1890, e Presidente da Comissão de Exame dos Livros para o Ensino Primário e Normal.
Em 1904, na manhã de 2 de Agosto, cometeu suicídio por enforcamento. Foi sepultado em jazigo de família no Cemitério Municipal de Viana do Castelo após funeral muito concorrido, tendo o cadáver sido transportado por via ferroviária e acompanhado pelos seus filhos. Na estação de Coimbra, proferiu uma alocução o colega e amigo Bernardino Machado.

## Dados genealógicos
Baptizado em 17 Julho de 1848 na mesma freguesia que nasceu, era filho de Francisco Manuel da Rocha Peixoto (1819-1887), licenciado em Direito, juiz, deputado e governador civil de Vila Real, e Emília Amália Felgueiras.
Casado, em 23 de Outubro de 1875, na freguesia de Santa Maria Maior, em Viana do Castelo,, com Angelina Amélia de Espregueira (1846-1877). Tiveramː
1. Artur Espregueira da Rocha Peixoto 1876-1878

Casado, em 2  de Setembro de 1880, freg. da Pena, em Lisboa, com Maria Carolina Pinto da Cruz (1857-1946). Tiveramː
1. Maria Emília Pinto Da Cruz da Rocha Peixoto 1881-1944
2. Alfredo Pinto Da Cruz da Rocha Peixoto 1882-1952
3. Jorge Manuel Pinto da Cruz Da Rocha Peixoto 1886-1944